# Verner von Heidenstam
Carl Gustaf Verner von Heidenstam (Olshammar, Suècia, 1859 - Övralid, 1940) fou un novel·lista i poeta suec guardonat amb el Premi Nobel de Literatura l'any 1916.

## Biografia
Va néixer el 6 de juliol del 1859 a la ciutat d'Olshammar, població situada al comtat d'Örebro. El seu intent de ser artista el va dur a estudiar pintura a l'Acadèmia d'Estocolm, la qual va deixar al cap de poc per iniciar un extens viatge per Europa, Àfrica i Orient. La seu obra Vallfart och vandringsar (Anys de pelegrinatge i vagabunderia, 1888), una col·lecció de poemes lírics basats en les seves vivències durant el seu recorregut a l'Orient, assenyalà l'inici de la seva dissidència amb el naturalisme i de la seva època com a escriptor.
Des del 1912, formà part de l'Acadèmia Sueca, ocupant-hi el seient número 8. Morí a la seva residència d'Övralid, ciutat situada al comtat d'Östergötland, el 20 de maig del 1940.

## Obra literària

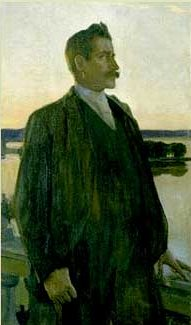
Retrat de Verner von Heidenstam, realitzat per Oscar Bjoerck l'any 1900

El seu amor per la bellesa es reflecteix en la novel·la al·legòrica Hans Alienus (1892), Dikter (Poemes, 1895) i Karolinerna (Els soldats de Carles, 2 volums, 1897-1898), una novel·la històrica; duen en les seves pàgines la mateixa passió nacionalista que en la de les seves altres obres.
L'any 1916 li fou concedit el Premi Nobel de Literatura en reconeixement de la seva significació com a representant principal d'una nova era de la nostra literatura.

### Obra publicada
- 1888: Från Col di Tenda till Blocksberg
- 1888: Vallfart och vandringsår
- 1889: Renässans
- 1889: Endymion
- 1892: Hans Alienus
- 1895: Dikter
- 1897-1898: Karolinerna
- 1900: Sankt Göran och draken
- 1901: Heliga Birgittas pilgrimsfärd
- 1902: Ett folk
- 1904: Skogen susar
- 1905-1907: Folkungaträdet, 2 volums
- 1910: Svenskarna och deras hövdingar, assaig
- 1915: Nya dikter
- 1941: När kastanjerna blommade, obra pòstuma